# Paaltjesvoetbal
Paaltjesvoetbal, ook wel kegelvoetbal, blokjesvoetbal of flesjesvoetbal genoemd, is een variant op het voetbal.
In deze voetbalvariant moet iedereen een object (het paaltje) bewaken en tegelijkertijd proberen dat van andere spelers omver te schieten. Zoals de variantnamen al aangeven, zijn die objecten vaak lege bierflesjes, bakstenen of houten blokken. In een andere variant die ook gespeeld wordt, bewaken spelers een met water gevulde petfles. Wanneer je fles omvergeschoten is, moet je dan eerst de bal terughalen, alvorens je je fles weer rechtop mag zetten. Als je fles als eerste leeg is, heb je verloren.